# Louise Turcot
Pour les articles homonymes, voir Turcot.
Louise Turcot, née Marie Louise Hélène Turcot, est une actrice, animatrice de télévision et écrivaine québécoise née dans la paroisse Sainte-Brigide à Montréal le 5 octobre 1944.

## Biographie
Louise Turcot est la fille de Bernard Turcot et Liliane Forest.
Elle a été la conjointe de l'acteur et comédien Raymond Legault qu'elle a épousé en la cocathédrale St-Antoine-de-Padoue de Longueuil le 25 août 1984. Ils ont divorcé en 1995. Elle a par la suite épousé l'acteur et comédien Gilles Renaud au palais de justice de Longueuil le 22 mars 1996.
Louise Turcot a d'abord suivi le Cours classique jusqu'en Belles-Lettres (1962), puis elle est entrée au Conservatoire d'art dramatique de Montréal, promotion 1965. Elle a commencé sa carrière la même année avec le Théâtre populaire du Québec où elle a interprété plusieurs auteurs classiques dont Pirandello, Racine, Feydeau, Molière et Marivaux. De 1969 à 1986, elle a joué sur les planches du Théâtre du Rideau-Vert où elle a été dirigée dans une douzaine de pièces par Yvette Brind'Amour. Dans les années 1980 et 1990, elle a joué du répertoire américain et québécois avec la Compagnie Jean-Duceppe.
À la télévision, elle a d'abord participé à quelques-unes des plus marquantes émissions jeunesses de la télé de Radio-Canada. Entre 1968 et 1971, elle était de la distribution de Sol et Gobelet et de Fanfreluche, et entre 1972 et 1977 elle a participé à Nic et Pic. De plus, au long de sa carrière, elle a participé à de nombreux téléromans et téléséries dont certains tels Rue des Pignons, Grand-Papa, Race de monde, font partie des émissions marquantes de la télévision québécoise. Au début des années 1990 et des années '2000, Louise à touché à l'animation avec les émissions télévisées Vie de famille et Simple comme bonjour.
Louise Turcot a fait ses débuts cinématographiques dans les premiers films québécois à saveur érotique : L'initiation et Deux femmes en or; films qui s'inscrivaient dans la mouvance de libération des mœurs de la fin des années 1960 et du début des années 1970. Bien que sa carrière ait été principalement axée sur le théâtre, la télévision et le doublage, on l'a vue régulièrement au cinéma.
Sa carrière de romancière a débuté en 2001 avec Mademoiselle J.-J.. Elle a depuis écrit 6 autres romans dont certains pour la jeunesse. En 2019, elle a publié Lettres à une jeune comédienne, livre dans lequel elle fait des constats et prodigue des conseils sur le métier de comédienne.
Elle a joué le rôle de Madame Kelleur dans l'émission Sam Chicotte.

## Filmographie

### Cinéma
- 1970 : Situation du théâtre au Québec de Jacques Gagné: Elle-même
- 1970 : L'Initiation (Here and Now[en]) de Denis Héroux: Judith
- 1970 : Deux femmes en or de Claude Fournier: Violette Lamoureux
- 1971 : Les Chats bottés de Claude Fournier: Louise Latendresse
- 1973 : Ah! Si mon moine voulait... (Vertudieu![fr]) de Claude Pierson: Rolandine
- 1974 : La Pomme, la Queue et les Pépins de Jean-Claude Lord: Arlette Tranchemontagne
- 1977 : Panique de Jean-Claude Lord
- 1988 : La Peau et les os de Johanne Prégent: La mère[5]
- 2005 : Idole instantanée d'Yves Desgagnés: Madeleine Lemieux
- 2008 : Lost Song de Rodrigue Jean: Patricia
- 2011 : Liverpool de Manon Briand: mère Thomas
- 2014 : Miraculum de Podz: Louise
- 2014 : Les Êtres chers d'Anne Émond: Aline
- 2014 : Henri, Henri de Martin Talbot
- 2021 : Charmante de Justine Prince: Lisette
- 2022 : Pour t'enlacer d'Alicia Tremblay: La grand-mère[6]
- 2023 : Notre Dame de Moncton de Denise Bouchard: Victorine Trahan
- 2023 : Testament de Denys Arcand: Mademoiselle Demers
- 2023 : Le Temps d'un été de Louise Archambault : Mme Cécile
- 2024 : Hôtel Silence de Léa Pool : la mère de Jean
- 2024 : Mlle Bottine d'Yan Lanouette Turgeon : Viviane

### Télévision
- 1966 : Rue des Pignons : Josée Brissette
- 1970 : Mont-Joye : Colette Marchand
- 1974 : Qui perd gagne : Marina
- 1976 : Grand-Papa : Marie-Marthe Cloutier
- 1977 : Le Misanthrope
- 1977 : Les As : Mme Lortie
- 1978 : Race de monde : Marie Rousseau
- 1980 : Aéroport: Jeux du hasard : Diane
- 1990 : L'Or et le Papier : Mireille Laflamme
- 1995 : Les Machos : France Meloche-Bordeleau
- 2003 : Grande Ourse : Nicole Corbeil
- 2005 à 2011 :La Promesse : Jeanne
- 2009 à 2011 : Sam Chicotte : Mme Kelleur
- 2009 à 2016 : Les Parent : Madeleine Rivard, mère de Nathalie
- 2011 à 2015 : 19-2 : Michelle
- 2012 : 30 vies : mère d'Angie
- 2014 : Mémoire vive : Jenny
- 2016 à 2017 : Subito texto : Ginette St-Pierre
- 2016 : Feux : Gisèle Grenier
- 2021 : District 31 : Lisette Ducharme
- 2022 : Doute raisonnable :'Pierrette Granger

### Films animation
- 1975 : La Petite Sirène : la princesse de Suomi
- 1995 : Pocahontas : grand-mère Saule
- 1998 : Pocahontas 2 : Un monde nouveau : grand-mère Saule
- 1998 : Mulan : grand-mère Fa
- 2004 : Mulan 2 : La Mission de l'Empereur : grand-mère Fa

### Dessins-animés
- 1975 : Le Petit Castor : mère de Mimi
- 1976 : Candy Candy : narratrice et Dorothée
- 1981 : Belle et Sébastien : narratrice et Angélina

## Théâtre
- 1969 : Les fausses confidences de Marivaux
- 1972 : Alice au pays des merveilles de Guy Hoffmann et François Cartier : Alice
- 1976 : Le Misanthrope de Molière : Célimène
- 1984 : Cyrano de Bergerac d'Edmond Rostand (télé-théâtre) : Roxane
- 1985 : L'Heureux Stratagème de Marivaux : La Comtesse
- 1987 : Double inconstance de Marivaux : Flaminia
- 1988 : Oublier de Marie Laberge : Judith
- 1988 : Le Misanthrope de Molière : Célimène
- 1988 : Le mariage de Figaro de Beaumarchais : La Comtesse
- 1990 : L'ennemi du peuple d’Henrik Ibsen : Katherine Stockmann
- 1991 : Appelez-moi, Stéphane de Claude Meunier et Louis Saia : Jacqueline
- 1992 : Chapitre deux de Neil Simon : Jennie
- 1993 : Ivanov d'Anton Tchekhov : Zinaïda Lébédev
- 1994 : Un tramway nommé désir de Tennessee Williams : Blanche Dubois
- 1996 : Messe solennelle pour une pleine lune d’été de Michel Tremblay : Rose
- 1997 : La maison Amérique d’Edward Thomas : La maman psychotique
- 1998 : L'Oiseau vert de Carlo Gozzi : Ninetta la reine
- 1999-2000 : Rêves de Wajdi Mouawad
- 2000 : La nostalgie du paradis de François Archambault : Madame Lenoble
- 2003 : Les Manuscrits du déluge de Michel Marc Bouchard : Marthe
- 2004 : Les femmes savantes de Molière : Bélisle
- 2004 : Délicate Balance d’Edward Albee : Edna
- 2005 : La petite scrap de Dominick Parenteau-Lebeuf : Blanche Tempête
- 2005 : Une adoration de Nancy Houston : Josette
- 2006 : W;T de Margaret Edson : Vivian Bearing
- 2008 : La petite pièce en haut de l’escalier de Carole Fréchette : Jocelyne
- 2009 : Le mariage de Figaro de Beaumarchais : Marceline
- 2012 : Les bonnes de Jean Genet : Madame
- 2014 : Descendance de Dany Boudreault et Maxime Carbonneau : La femme souffrant d'Alzheimer
- 2015 : Ils étaient tous mes fils d’Arthur Miller : Kate
- 2015 : Ne m'oublie pas de Tom Holloway : Marie
- 2018 : Mort d'un commis voyageur d'Arthur Miller : Linda

## Écriture

### Romans
- 2001 : Mademoiselle J.-J.
- 2003 : Un grand fleuve si tranquille
- 2004 : Nous n'irons plus jouer dans l'île
- 2007 : Le retour à l'Île aux Cerises
- 2013 : Adieu mon beau chalet
- 2014 : Chemin de la Première-Concession
- 2017 : Laura
- 2019 : Lettres à une jeune comédienne

## Animation

### Télévision
- 1991 à 1992 : Vie de famille à Télévision St-François (Sherbrooke) : animatrice
- 2000 à 2002 : Simple comme bonjour à TVA : co-animatrice

## Distinctions

### Récompenses
- 2006 : Masque d'interprétation féminine pour son rôle dans la pièce : W;T.
- 2009 : Prix Gémeaux du Meilleur rôle de soutien dans une série jeunesse pour son rôle dans la série télévisée : Sam Chiquotte.
- 2013 : Prix Gémeaux du Meilleur rôle de soutien dans une série dramatique pour son rôle dans la série télévisée : 19-2.

### Nominations
- 2000 : Prix Gémeaux de la Meilleure interprétation d'un premier rôle féminin dans un téléroman pour son rôle dans la série télévisée : Les machos.
- 2010 : Prix Gémeaux du Meilleur rôle de soutien dans une série jeunesse pour son rôle dans la série télévisée : Sam Chiquotte.
- 2010 : Prix Gémeaux du Meilleur rôle de soutien féminin dans un téléroman pour son rôle dans la série télévisée : La promesse.